# التشخيص (مسلسل أمريكي)
التشخيص هو مسلسل تلفزيوني وثائقي لعام 2019. المسلسل يتبع الدكتورة ليزا ساندرز وهي تحاول مساعدة المرضى الذين يعانون من أمراض نادرة والبحث عن التشخيص والعلاج باستخدام أسلوب حكمة الجمهور . القصة مبنية على عمودها في مجلة نيويورك تايمز. أصدر المسلسل في 16 أغسطس 2019م ، على شبكة نتفليكس .

## المؤلفة
ولدت ليزا ساندرز في 24 يوليو 1956م في ساوث كارولينا. خلال نشأتها، كانت ليزا مولعة بالغموض و بالشخصية الخيالية لأرثر كونان دويل، المحقق شيرلوك هولمز . التحقت ساندرز بكلية ويليام وماري حيث تخصصت في اللغة الإنجليزية. بعد تخرجها عام 1979م، عينتها قناة إيه بي سي الإخبارية كصحفية. خلال مسيرتها المهنية التي استمرت 10 سنوات كصحفية، فازت ساندرز بجائزة إيمي لتقريرها عن إعصار هوغو، لكنها وجدت نفسها منجذبة إلى القصص التي ركزت على كل من الألغاز والطب. بعد حوالي 10 سنوات من تقديم التقارير، قرر ساندرز العمل في المجال الطبي. نالت على قبول في برنامج الطب التمهيدي لما بعد البكالوريا في جامعة كولومبيا. بعد إتمام متطلبات ما قبل الطب، قُبلت ساندرز في كلية الطب بجامعة ييل. واصلت ليزا مرحلة الإقامة الطبية في جامعة ييل وأصبحت المقيمة الرئيسية على صفها. تخصصت ساندرز في الطب الباطني في مستشفى ييل-نيو هافن . لاحقًا، عُيّنت ساندرز في قسم الطب الباطني بجامعة ييل ودرّست أيضًا الرعاية الأولية في كلية الطب.
في عام 2002م، أثارت صديقة لها تعمل في صحيفة نيويورك تايمز محادثة حول ما يمكن أن يقدمه الأطباء من منظور أدبي. أدت هذه المحادثة إلى فكرة، ومن هذه الفكرة بدأت ساندرز في كتابة عمود في صحيفة نيويورك تايمز يسمى التشخيص . كان العمود يسلط الضوء على الألغاز الطبية التي قد تواجهها بين مرضاها وكذلك بين زملائها، حيث تروي القصة كحالة غامضة وتكشف عن التشخيص في عمود الأسبوع التالي. أصبح العمود مصدر إلهام للمسلسل التلفزيوني هاوس عام 2004م، حيث أصبحت ساندرز مستشارةً طبية للبرنامج. إلى جانب كتابة عمودها في صحيفة نيويورك تايمز، كتبت ساندرز أيضًا 4 كتب متعلقة بالطب. في 16 أغسطس 2019م، أصدرت نتفلكس سلسلة بعنوان التشخيص حيث تتبع الدكتورة ليزا ساندرز وهي تتطلع إلى تشخيص المرضى الذين يعانون من أعراض صعبة.

## الطاقم
- ليزا ساندرز - طبيبة وراوية وكاتبة عمود في صحيفة نيويورك تايمز .
- آنجل باركر - طالبة تمريض تبلغ 23 عامًا، وتعاني من نوبات آلام عضلية شديدة تجعلها غير قادرة على الحركة.
- سادي غونزاليس - طفلة صغيرة تبلغ من العمر 7 سنوات، تعاني من نوبات صرع متكررة مما دفع الأطباء إلى اقتراح استئصال نصف الكرة المخية كعلاج أخير.
- ويلي رييس- 46 عامًا من المحاربين القدامى، يعاني من تشنجات مستمرة أدت إلى فقدان الذاكرة وتقلبات مزاجية.
- كامية مورجان- فتاة صغيرة تبلغ من العمر 6 سنوات، تعاني من نوبات إغماء متكررة جدًا تصل إلى 300 مرة باليوم، حيث تصاب بالضعف وعدم الاستجابة.
- لاشي هامبلين - طالبة في المدرسة الثانوية، تعاني من قيء مستمر يحعلها غير قادرة على الاحتفاظ بأي أطعمة أو سوائل، تُشخّص بالشره المرضي عن طريق الخطأ.
- مات لي - طالب جامعي يبلغ من العمر 20 عامًا، يعاني من نوبات إغماء متكررة يسبقها الشعور بإحساس ديجا فو، تؤدي نوبات الإغماء هذه أيضًا إلى توقف قلبه مؤقتًا.
- جو - مريض متفائل يبلغ من العمر 61 عامًا، أصيب بشلل مفاجئ وغير مبرر ابتداءً من خصره إلى أسفل، نتج عنه إصابته بشلل نصفي.
- آن- مريضة متشككة تبلغ من العمر 42 عامًا، لديها شلل متقطع حيث يمكنها قضاء أيام مع الجانب الأيمن من جسدها غير متحرك. ثم تستعيد قدرتها على الحركة ولكن الشلل يحدث دائمًا مرة أخرى.[7]

## الحلقات
| رقم الحلقة | العنوان       |
| ---------- | ------------- |
| 1          | مهمّة مُحقق     |
| 2          | رأي آخر       |
| 3          | حكمة الجمهور  |
| 4          | البحث عن قرية |
| 5          | مسألة ثقة     |
| 6          | ديجا فو       |
| 7          | الشلل         |

## الإنتاج
أنتج المسلسل كلًا من نتفلكس وصحيفة نيويورك تايمز. جاءت الفكرة من خلال مبادرة الدكتورة ليزا ساندرز بالسعي لمساعدة المرضى الذين لا يمكن تشخيصهم. تمكنت ساندرز من استخدام عمودها ، التشخيص ، في صحيفة نيويورك تايمز لنشر كل حالة وإيجاد حلول لهذه الألغاز الطبية بمساعدة القراء. بمساعدة القراء ، زودت ساندرز كل مريض بالتشخيص أو العلاج أو مجرد الشعور بالانتماء والأمل. كانت نتيجة هذا المشروع عبارة عن سلسلة وثائقية من 7 حلقات،و ثقت رحلة كل مريض خلال تشخيصه في حلقة مدتها 40 دقيقة.